# Gullegem Koerse 2013
De 65e editie van de Belgische wielerwedstrijd Gullegem Koerse werd verreden op 28 mei 2013. De start en finish vonden plaats in Gullegem. De winnaar was Andrew Fenn, gevolgd door Yves Lampaert en Benjamin Verraes.

## Uitslag
| Gullegem Koerse 2013 |                          |                             |          |
| Plaats               | Naam                     | Ploeg                       | Tijd     |
| Winnaar              | Andrew Fenn              | Omega Pharma-Quick Step     | 3u48'12" |
| 2                    | Yves Lampaert            | Topsport Vlaanderen-Baloise | 21"      |
| 3                    | Benjamin Verraes         | Topsport-Bofrost            | z.t.     |
| 4                    | Greg Van Avermaet        | BMC Racing Team             | z.t.     |
| 5                    | Tom Devriendt            |                             | z.t.     |
| 6                    | Guillaume Van Keirsbulck | Omega Pharma-Quick Step     | z.t.     |
| 7                    | Phlippe Gilbert          | BMC Racing Team             | 29"      |
| 8                    | Frédéric Amorison        | Crelan-Euphony              | 1'15"    |
| 9                    | Benjamin Declercq        |                             | 1'17"    |
| 10                   | Alphonse Vermote         | An Post-Chainreaction       | z.t.     |

1942 · 1943 · 1944 · 1945 · 1946 · 1947 · 1948 · 1949 · 1950 · 1951 · 1952 · 1953 · 1954 · 1955 · 1956 · 1957 · 1958 · 1959 · 1960 · 1961 · 1962 · 1963 · 1964 · 1965 · 1966 · 1967 · 1968 · 1969 · 1970 · 1971 · 1972 · 1973 · 1974 · 1975 · 1976 · 1977 · 1978 · 1979 · 1980 · 1981 · 1982 · 1983 · 1984 · 1985 · 1986 · 1987 · 1988 · 1989 · 1990 · 1991 · 1992 · 1993 · 1994 · 1995 · 1996 · 1997 · 1998 · 1999 · 2000 · 2001 · 2002 · 2003 · 2004 · 2005 · 2006 · 2007 · 2008 · 2009 · 2010 · 2011 · 2012 · 2013 · 2014 · 2015 · 2016 · 2017 · 2018 · 2019 · 2020 · 2021 · 2022 · 2023 · 2024